# سنگ‌گردان سیاه
سنگ‌گردان سیاه (نام علمی: Arenaria melanocephala) نام یک گونه از سرده سنگ‌گردان است.